# Військово-морські сили Індонезії
Військово-морські сили Індонезії (індонез. Tentara Nasional Indonesia-Angkatan Laut (TNI-AL), буквально "Індонезійські національні військово-морські сили") морський компонент Національної армії Індонезії. 
Військово-морські сили очолює Начальник штабу ВМС (Kepala Staf Angkatan Laut). ВМС Індонезії складаються з трьох основних флотів - Komando Armada I (Командування Першого флоту) розміщено у Джакарті, Komando Armada II (Командування Другого флоту) розміщено у Сурпбаї, Komando Armada III (Командування Третього флоту) розміщена у Соронгу. Крі того, наявне окреме  Komando Lintas Laut Militer (Командування військових морських перевезень). ВМС також керують Морською піхотою Індонезії.

## Завдання
Згідно зі статтею 9 Закону №34 / 2004 про національні збройні сили, ВМС мають такі завдання: 
1. виконувати військові функції із забезпечення національної оборони;
2. здійснювати правоохоронні функції  у морській зоні національної юрисдикції відповідно до національних законів та ратифікованих міжнародних законів;
3. здійснювати міжнародні місії на підтримку зовнішньої політики, визначеної урядом;
4. виконувати інші обов'язки, важливі для утримання та розвитку військово-морських сил;
5. підтримка можливостей розвитку для цивільного населення у районах морської оборони.

## Історія

### Створення
Офіційна історія ВМС Індонезії почалася 10 вересня 1945 року, на початку Війни за Індонезії. Адміністрація першого індонезійського уряду 22 серпня 1945 року створила  Агентство народної морської безпеки ( Badan Keamanan Rakyat Lau ), попередник сучасного індонезійського флоту. Воно буо оснащене лише дерев'яними кораблями, кількома десантними кораблями та зброєю, залишеними Японією, а його особовий склад формували індонезійські моряків, які служили в лавах Королівського флоту Нідерландів  колоніального періоду, які воювали з японцями протягом років військової окупації, доповненні ополченцями індонезійцями, які служили у Імперському флоті Японії. Утворення індонезійської військової організації, відомої як Армія народної безпеки ( Tentara Keamanan Rakyat ) 5 жовтня 1945 року, в розпал війни за незалежність стимулювати розвиток військово-морського виду сил цієї організації - Військово-морського флоту народної безпеки, який згодом став ВМС Республіки Індонезія ( Angkatan Laut Republik Indonesia ). Ця назва використовувалася до 1970 року, коли вона була змінена на сучасну. 

### У розпалХолодної війни

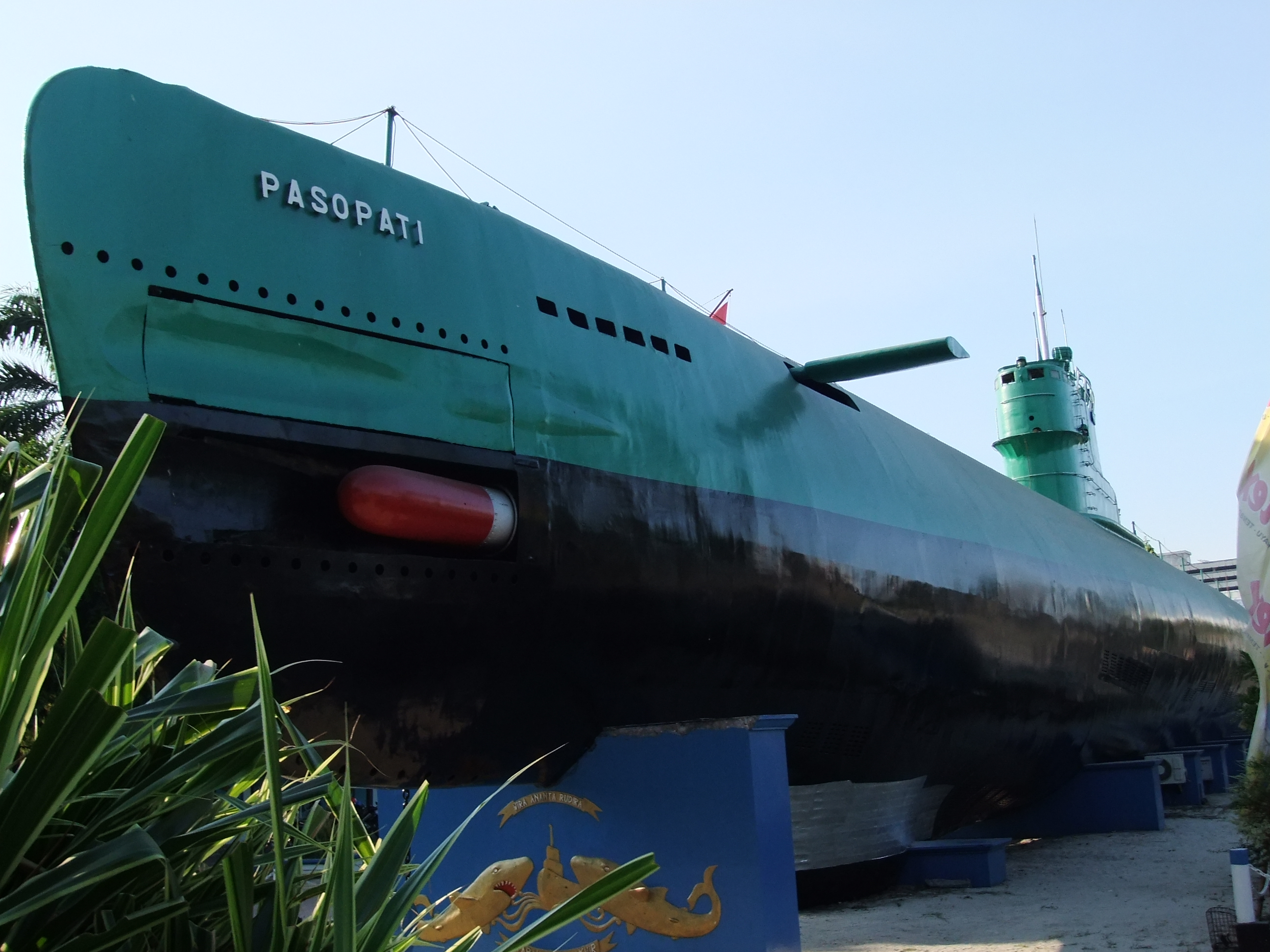
KRI Pasopati, підводний човен проєкту 613, який зараз є кораблем- музейем

У той час, коли країна почала відновлюватися після загрози розпаду, в 1959 році ВМС запустили програму, відому як Menuju Angkatan Laut yang Jaya (грубий переклад - "Назустріч визначним військово-морським силам). До 1965 р. ВМС досягли значного прогресу, який був наслідком реалізації політики протистояння з метою захоплення Західного Іріану, який Індонезія заявляла як частину своєї території. У рамках зростаючих військових зв'язків між Індонезією та СРСР, радянські поставки  зміцнили ВМС Індонезії і ті стали домінуючою силою у регіоні на той час. Серед військової техніки радянського виробництва у складі ВМС Індонезії були крейсер типу «Свердлов», есмінець типу  «Скорий», сторожові кораблі типу «Рига», підводний човен проєкту 513 (перші підводні човни такого класу у Південно-Східній Азії ), ракетні катери  типу «Комар», бомбардувальники Іл-28 Військово-Морської авіації, на озброєнні морської піхоти легкі танки ПТ-76, БТР-50 та установки БМ-13. Маючи такий потенціал у 1960-х, Індонезійські ВМС були найбільшими у Південно-Східної Азії та одними із найсильніших в Азіатсько-Тихоокеанському регіоні. 

### Розширення у 21 столітті
Під час каденцій президентів Сусіло Бамбанг Юдхойоно та Джоко Відодо ВМС розпочали  збільшення власного потенціалу  і розпочали програму будівництва військових кораблів на національних підприємствах, придбавши при цьому транспортні літаки національного виробництва для потреб ВМС. 

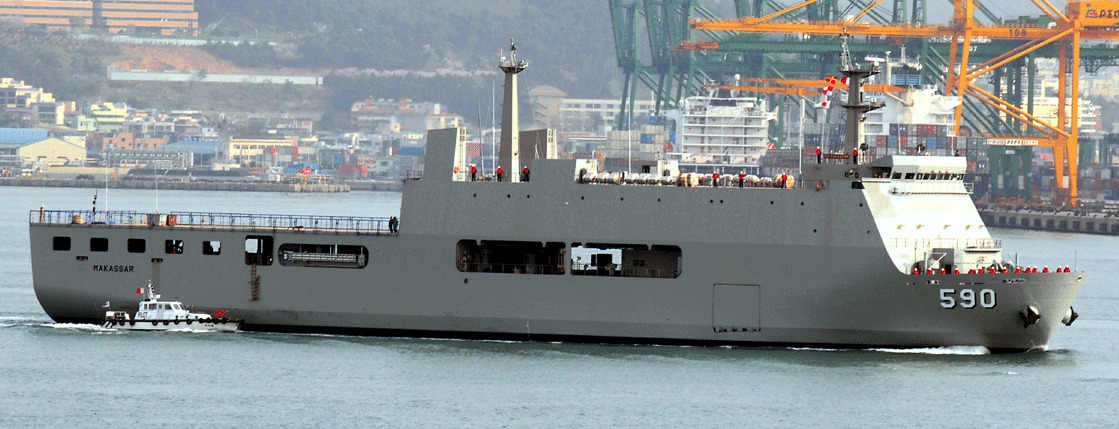
KRI Makassar 590 - легкий вертольотносець.